# Villaseca de la Sagra
Villaseca de la Sagra é um município da Espanha na província de Toledo, comunidade autónoma de Castilla-La Mancha, de área 31,65 km² com população de 1592 habitantes (2004) e densidade populacional de 50,30 hab/km².

## Demografia
| Variação demográfica do município entre 1991 e 2004 | Variação demográfica do município entre 1991 e 2004 | Variação demográfica do município entre 1991 e 2004 | Variação demográfica do município entre 1991 e 2004 |
| --------------------------------------------------- | --------------------------------------------------- | --------------------------------------------------- | --------------------------------------------------- |
| 1991                                                | 1996                                                | 2001                                                | 2004                                                |
| 1580                                                | 1580                                                | 1565                                                | 1592                                                |